# Tomislav Ivić
Tomislav Ivić (Split, 30. lipnja 1933. – Split, 24. lipnja 2011.), hrvatski nogometni trener i izbornik.
Najtrofejniji hrvatski i jedan od najtrofejnijih svjetskih trenera, za kojega se može reći da je bio nogometni vizionar i briljantan taktičar, svojim je radom uvelike pridonosio razvoju nogometne igre. Titulom najuspješnijeg trenera u povijesti proglasila ga je La Gazzetta dello Sport, najtiražniji talijanski sportski dnevnik.
Vodio je momčadi iz čak 14 država i 4 nacionalne reprezentacije, osvajao je prvenstva i kupove u šest država (Jugoslavija, Nizozemska, Belgija, Portugal, Španjolska, Francuska). Osvojio je 6 nacionalnih prvenstava (3 s Hajdukom i po jedno u Portugalu, Nizozemskoj i Belgiji), 7 nacionalnih kupova (4 s Hajdukom i po 1 u Španjolskoj, Nizozemskoj i Portugalu), europski Superkup i Interkontinentalni kup. 
Mnogi hrvatski, ali i svjetski igrači upravo Ivića spominju kao trenera kod kojega su najviše napredovali.

## Školovanje
Rodom Splićanin, a podrijetlom iz Miljevaca kod Drniša, Ivić je po školskoj spremi brodograditeljski bravar s industrijskom školom. Od 1965. do 1967. pohađao je Visoku trenersku školu u Beogradu, završio ju je prvi u klasi, prosječnom ocjenom: 10, te stekao zanimanje Višeg nogometnog trenera-instruktora.
Kroz karijeru koristio se mnogim jezicima, te je osim hrvatskog aktivno govorio engleski, francuski, španjolski, njemački i portugalski jezik.

## Igračka karijera
Aktivno je igrao nogomet od omladinskog pogona do standardnog člana prve momčadi RNK Splita sa 125 nastupa, a i za Hajduk je odigrao 11 utakmica. Nakon toga se posvetio trenerskom pozivu.

## Trenerska i izbornička karijera

### 60-e
Nakon završene Visoke trenerske škole u Beogradu vraća se u RNK Split, gdje radi jednu sezonu, nakon toga je četiri godine trener u omladinskom pogonu Hajduka, što se pokazalo velikim zalogom kasnije Ivićeve i Hajdukove dominacije jugoslavenskim nogometom i čak 7 trofeja u 5 godina, upravo s igračima koji su u Ivićevo vrijeme prošli omladinski pogon.

### 70-e
Šest Hajdukovih trofeja u nizu
Svoj trenerski put kratko nastavlja u Šibeniku 1972./73., a 1973. se vraća u Hajduk, na mjesto prvog trenera, te do 1976. osvoja dva prvenstva: 1974. i 1975., te 4 kupa: 1972., 1973., 1974., i 1976.
Od 1976. do 1978. vodi amsterdamski Ajax i osvaja nizozemsko prvenstvo i kup. Vraća se u Hajduk 1978., te opet osvaja prvenstvo 1979.
Izbornička komisija jugoslavenske reprezentacije
Istovremeno je od 19. prosinca 1973. do 3. srpnja 1974. bio član izborničke komisije (Miljan Miljanić, Milan Ribar, Sulejman Rebac, Tomislav Ivić, Milovan Ćirić) koja je ostvarila plasman i vodila jugoslavensku reprezentaciju na Svjetskom prvenstvu 1974. u Njemačkoj.

### 80-e
Od 1980. do 1983. preuzima belgijski R.S.C. Anderlecht s kojim u prvoj sezoni osvaja prvenstvo.
Od 1983. do 1987. vodi turski Galatasaray S.K., zagrebački Dinamo, talijanski U.S. Avellino, i kratko (7 kola) trenira grčki Panathinaikos, potom se nakratko vraća u Hajduk.
U sezoni 1984./85. vodio je zagrebački Dinamo u proljetnom dijelu prvenstva. Po bodovnom učinku Dinamo je te sezone bio proljetni prvak.
 Četvorostruka kruna 
1987. odlazi u portugalski Porto s kojim samo u jednoj sezoni osvaja četiri trofeja, postaje portugalski prvak, osvajač kupa i osvajač UEFA Superkupa (pobjedom nad Ajaxom u dvije utakmice po 1-0), te Interkontinetalnog kupa (pobjedom protiv urugvajskog Peñarola 2-1 u produžecima).

### 90-e
Od 1988. do 1990. angažiran je u francuskom PSG-u, da bi 1991. s madridskim Atleticom osvojio španjolski kup, a u sezoni 1991./92. vodio francuski Olympique de Marseille koji osvaja francusko prvenstvo. U sezoni 1992./93. u Portugalu lisabonsku Benficu, a u sezoni 1993./94. ponovno se vraća u "svoj" Porto. 
 Direktor i izbornik hrvatske reprezentacije 
1994. godine preuzina dužnost direktora hrvatske reprezentacije, te s izbornikom Miroslavom Ćirom Blaževićem ostvaruje povijesni plasman na prvo veliko natjecanje za hrvatsku reprezentaciju, EURO 1996 u Engleskoj, gdje kao debitanti osvajaju 5. mjesto (porazom u četvrtfinalu (1-2) od Njemačke, osvajača naslova prvaka). U tom kvalifikacijskom ciklusu zbog UEFA-ine zabrane nastupa izborniku Miroslavu Blaževiću, Ivić je vodio jednu, i to vjerojatno odlučujuću, utakmicu kao izbornik, u Palermu, 16. studenog 1994. u gostima protiv Italije u pobjedi 2-1.
Istodobno dok je bio direktor reprezentacije, Ivić je bio angažiran i kao savjetnik u AS Monacu, a pola sezone radio je i kao trener u turskom Fenerbahçeu. 
 Izbornik reprezentacije UAE-a 
Nakon EURA 1996. kratko vodi Al Wasl iz Ujedninjenih Arapskih Emirata, a potom jednu sezonu i njihovu reprezentaciju. 
1997. se kratko vraća u Hajduk, gdje je potpredsjednik kluba, zadužen za struku, a 4 kola je i prvi trener. 
 Izbornik iranske reprezentacije 
Od siječnja do svibnja 1998. izbornik je Irana.
Nakon toga od 1998. do 2001. radi u belgijskom Standard de Liège.

### 2000-te
2001. vraća se u francuski Olympique de Marseille, a 2003. je bio trener u Al-Ittihadu iz Suadijske Arabije, pa se opet vraća u Standard de Liège na mjesto direktora omladinske škole.

## Trofeji

#### Naslovi prvaka
- Jugoslavija:
  - 1974. HNK Hajduk Split
  - 1975. HNK Hajduk Split
  - 1979. HNK Hajduk Split
- Nizozemska, Eredivisie:
  - 1977. AFC Ajax
- Belgija, Prva divizija:
  - 1981. R.S.C. Anderlecht
- Portugal, SuperLiga:
  - 1988. FC Porto
- Francuska, Ligue 1:
  - 1992. Olympique de Marseille

#### Osvojeni kupovi
- Jugoslavija, Kup maršala Tita:
  - 1972. HNK Hajduk Split
  - 1973. HNK Hajduk Split
  - 1974. HNK Hajduk Split
  - 1976. HNK Hajduk Split

- UEFA Superkup:
  - 1987. FC Porto
- Interkontinentalni kup:
  - 1987. FC Porto
- Portugal, Taça de Portugal:
  - 1988. FC Porto
- Španjolska, Copa del Rey:
  - 1991. Atlético de Madrid

## Priznanja i nagrade
- Zlatna značka Hajduka za vrlo uspješnu djelatnost kao trener u klubu, 1975.
- Zlatna značka i Povelja grada Pariza, primljena iz ruku tadašnjeg gradonačelnika Jacquesa Chiraca za vrijeme treniranja PSG–a, 1990.
- Hrvatski olimpijski odbor dodijelio mu je iskaznicu HOO pod rednim brojem 8, kao poklisaru HOO u inozemstvu, za vrijeme trenerskog djelovanja u Marseilleu, 1992.
- Hajdučko srce – nagrada Torcide, navijača Hajduka iz Splita, kojom oni biraju klupskog igrača koji je tokom sezone pokazao najborbeniju i najpožrtvovniju igru, po prvi puta je dodijeljena nekom klupskom dužnosniku. Ova nagrada dodijeljena mu je postumno 2011. godine.

## Vanjske poveznice
- Slobodna Dalmacija Slaven Alfirević: Kobni produžetci. Popis svega čemu je Tomislav Ivić u bogatoj karijeri bio blizu, 30. lipnja 2011.
- Slobodna Dalmacija Regina Ivić: Braco je u Hajduka proša kalvariju, a ja san tri godine bila na sedativima!  (razgovorao Vinko Vuković), 26. studenoga 2011.
- Slobodna Dalmacija Mario Garber: Kvadratura baluna – Sv. Ivan nogometni, 5. srpnja 2011.